# Lijst van voetbalinterlands Finland - Letland
Deze lijst van voetbalinterlands is een overzicht van alle officiële voetbalwedstrijden tussen de nationale teams van Finland en Letland. De landen speelden tot op heden zeventien keer tegen elkaar. De eerste ontmoeting, een vriendschappelijke wedstrijd, werd gespeeld in Riga op 14 augustus 1924. Het laatste duel, eveneens een vriendschappelijke wedstrijd, vond plaats op 3 juni 2012 in Võru (Estland).

## Wedstrijden
| №  | Plaats   | Datum             | Competitie        | Wedstrijd         | Uitslag |
| -- | -------- | ----------------- | ----------------- | ----------------- | ------- |
| 1  | Riga     | 14 augustus 1924  | Vriendschappelijk | Letland – Finland | 0 – 2   |
| 2  | Helsinki | 9 augustus 1925   | Vriendschappelijk | Finland – Letland | 3 – 1   |
| 3  | Riga     | 12 augustus 1926  | Vriendschappelijk | Letland – Finland | 1 – 4   |
| 4  | Helsinki | 11 september 1927 | Vriendschappelijk | Finland – Letland | 3 – 1   |
| 5  | Riga     | 19 augustus 1928  | Vriendschappelijk | Letland – Finland | 2 – 1   |
| 6  | Helsinki | 15 september 1929 | Vriendschappelijk | Finland – Letland | 3 – 1   |
| 7  | Riga     | 4 augustus 1930   | Vriendschappelijk | Letland – Finland | 3 – 0   |
| 8  | Helsinki | 19 augustus 1931  | Vriendschappelijk | Finland – Letland | 4 – 0   |
| 9  | Riga     | 14 augustus 1934  | Vriendschappelijk | Letland – Finland | 1 – 1   |
| 10 | Helsinki | 5 juni 1935       | Vriendschappelijk | Finland – Letland | 4 – 1   |
| 11 | Helsinki | 24 september 1939 | Vriendschappelijk | Finland – Letland | 0 – 3   |
| 12 | Riga     | 14 augustus 1996  | Vriendschappelijk | Letland – Finland | 0 – 0   |
| 13 | Riga     | 3 juni 2000       | Vriendschappelijk | Letland – Finland | 1 – 0   |
| 14 | Helsinki | 22 mei 2002       | Vriendschappelijk | Finland – Letland | 2 – 1   |
| 15 | Nicosia  | 8 februari 2005   | Vriendschappelijk | Finland – Letland | 2 – 1   |
| 16 | Riga     | 10 augustus 2011  | Vriendschappelijk | Letland – Finland | 0 – 2   |
| 17 | Võru     | 3 juni 2012       | Vriendschappelijk | Finland – Letland | 1 – 1   |

## Samenvatting
| Competitie        | Totaal gespeeld | Winst Finland | Gelijk | Winst Letland | Doelsaldo Finland – Letland |
| ----------------- | --------------- | ------------- | ------ | ------------- | --------------------------- |
| Vriendschappelijk | 17              | 10            | 3      | 4             | 32 − 18                     |
| Totaal            | 17              | 10            | 3      | 4             | 32 − 18                     |

Wedstrijden bepaald door strafschoppen worden, in lijn met de FIFA, als een gelijkspel gerekend.

## Details

### Twaalfde ontmoeting
| Vriendschappelijk (Riga, Letland, 14 augustus 1996): |       |         |
| Letland                                              | 0 – 0 | Finland |
|                                                      | goals |         |

### Dertiende ontmoeting
| Vriendschappelijk (Riga, Letland, 3 juni 2000): |       |         |
| Letland                                         | 1 – 0 | Finland |
| Ēriks Pelcis 59'                                | goals |         |

### Veertiende ontmoeting
| Vriendschappelijk (Helsinki, Finland, 22 mei 2002): |       |                   |
| Finland                                             | 2 – 1 | Letland           |
| Aki Riihilahti 70' Shefki Kuqi 83'                  | goals | 39' Marian Pahars |

### Vijftiende ontmoeting
| Vriendschappelijk (Nicosia, Cyprus, 8 februari 2005):               |       |                               |
| Finland                                                             | 2 – 1 | Letland                       |
| Jonatan Johansson 31' Keijo Huusko 72'                              | goals | 63' (pen.) Mihails Zemlinskis |
| - Debuut van verdediger Hannu Haarala (SC Heerenveen) voor Finland. |       |                               |

### Zestiende ontmoeting
| Vriendschappelijk (Riga, Letland, 10 augustus 2011): |       |                                         |
| Letland                                              | 0 – 2 | Finland                                 |
|                                                      | goals | 58' Kasper Hämäläinen 88' Timo Furuholm |

### Zeventiende ontmoeting
| Vriendschappelijk (Võru, Estland, 3 juni 2012): |                     | |
| Finland | 1 – 1               | Letland |
| Toni Kolehmainen 52' | doelpunten          | 54' Edgars Gauračs |
| Teemu Pukki Daniel Sjölund Njazi Kuqi Mika Ojala Petri Pasanen Tim Sparv Jarkko Hurme Toni Kolehmainen                                                                     | strafschoppen 5 – 6 | Aleksandrs Cauņa Vitālijs Smirnovs Oļegs Laizāns Vladimirs Kamešs Artūrs Zjuzins Oskars Kļava Nauris Bulvītis Vladislavs Kozlovs                                                             |
| Mika-Matti Paatelainen | bondscoach          | Aleksandrs Starkovs |
| Lukáš Hrádecký 46' Petri Pasanen Jukka Raitala 57' Paulus Arajuuri Markus Halsti Tim Sparv Daniel Sjölund Toni Kolehmainen Timo Furuholm 73' Roni Porokara 57' Teemu Pukki | opstellingen        | Andris Vaņins Nauris Bulvītis Oskars Kļava Ritus Krjauklis Oļegs Laizāns Aleksandrs Fertovs Vitālijs Smirnovs Aleksandrs Cauņa 77' Aleksejs Višņakovs 82' Edgars Gauračs 72' Ivans Lukjanovs |
| Henri Sillanpää 46' Jarkko Hurme 57' Njazi Kuqi 57' Mika Ojala 73' | wissels             | 72' Vladimirs Kamešs 77' Artūrs Zjuzins 82' Vladislavs Kozlovs |
| Jukka Raitala 55' Petri Pasanen 81' | gele kaarten        | 17' Oļegs Laizāns 45' Aleksejs Višņakovs 65' Aleksandrs Fertovs |

Finse voetbalbond · A-internationals · Bondscoaches · Statistieken · Fins vrouwenelftal · Olympisch elftal · Finland U21 · Finland U20 · Finland U19 · Finland U18 · Finland U17 · Finland U16
1911 – 1919 ·
1920 – 1929 ·
1930 – 1939 ·
1940 – 1949 ·
1950 – 1959 ·
1960 – 1969 ·
1970 – 1979 ·
1980 – 1989 ·
1990 – 1999 ·
2000 – 2009 ·
2010 – 2019 ·
2020 − 2029
EK 2020
OS 1912 ·
OS 1936 ·
OS 1952 ·
OS 1980
1911 · 
1912 · 
1913 · 
1914 · 
1915 · 1916 · 1917 · 1918 · 
1919 · 
1920 · 
1921 · 
1922 · 
1923 · 
1924 · 
1925 · 
1926 · 
1927 · 
1928 · 
1929 · 
1930 · 
1931 · 
1932 · 
1933 · 
1934 · 
1935 · 
1936 · 
1937 · 
1938 · 
1939 · 
1940 · 
1941 · 
1942 · 
1943 · 
1944 · 
1945 · 
1946 · 
1947 · 
1948 · 
1949 · 
1950 · 
1952 · 
1952 · 
1953 · 
1954 · 
1955 · 
1956 · 
1957 · 
1958 · 
1959 · 
1960 · 
1961 · 
1962 · 
1963 · 
1964 · 
1965 · 
1966 · 
1967 · 
1968 · 
1969 · 
1970 · 
1971 · 
1972 · 
1973 · 
1974 · 
1975 · 
1976 · 
1977 · 
1978 · 
1979 · 
1980 · 
1981 · 
1982 · 
1983 · 
1984 · 
1985 · 
1986 · 
1987 · 
1988 · 
1989 · 
1990 · 
1991 · 
1992 · 
1993 · 
1994 · 
1995 · 
1996 · 
1997 · 
1998 · 
1999 · 
2000 · 
2001 · 
2002 · 
2003 · 
2004 · 
2005 · 
2006 · 
2007 · 
2008 · 
2009 · 
2010 · 
2011 · 
2012 · 
2013 · 
2014 · 
2015 · 
2016 · 
2017 · 
2018 ·
2019 ·
2020
Albanië ·
Algerije ·
Andorra ·
Armenië ·
Azerbeidzjan ·
Bahrein ·
Barbados ·
België ·
Bermuda ·
Bolivia ·
Bosnië en Herzegovina ·
Brazilië ·
Bulgarije ·
Canada ·
Chili ·
China ·
Colombia ·
Costa Rica ·
Cyprus ·
Denemarken ·
DDR ·
(West-)Duitsland ·
Ecuador ·
Egypte ·
Engeland ·
Estland ·
Faeröer ·
Frankrijk ·
Georgië ·
Griekenland ·
Honduras ·
Hongarije ·
Ierland ·
IJsland ·
India ·
Irak ·
Israël ·
Italië ·
Japan ·
Jemen ·
Joegoslavië ·
Jordanië ·
Kameroen ·
Kazachstan ·
Koeweit ·
Kosovo ·
Kroatië ·
Letland ·
Liechtenstein ·
Litouwen ·
Luxemburg ·
Maleisië ·
Malta ·
Marokko ·
Mexico ·
Moldavië ·
Montenegro ·
Nederland ·
Noord-Ierland ·
Noord-Korea ·
Noord-Macedonië ·
Noorwegen ·
Oekraïne · 
Oman ·
Oostenrijk ·
Peru ·
Polen ·
Portugal ·
Qatar ·
Roemenië ·
Rusland ·
San Marino ·
Saoedi-Arabië ·
Schotland ·
Servië ·
Servië en Montenegro ·
Singapore ·
Slovenië ·
Slowakije ·
Sovjet-Unie ·
Spanje ·
Thailand ·
Trinidad en Tobago ·
Tsjechië ·
Tsjecho-Slowakije ·
Tunesië ·
Turkije ·
Uruguay ·
Verenigde Arabische Emiraten ·
Verenigde Staten ·
Wales ·
Wit-Rusland ·
Zuid-Korea ·
Zweden ·
Zwitserland
België (2021) · 
Denemarken (2021) · 
Rusland (2021)
LFF · A-internationals · Bondscoaches · Statistieken · Lets vrouwenelftal · Olympisch elftal · Letland U21 · Letland U20 · Letland U19 · Letland U18 · Letland U17 · Letland U16
1922 – 1929 ·
1930 – 1940 ·
1950 – 1989 · 
1990 – 1999 ·
2000 – 2009 ·
2010 – 2019 ·
2020 – 2029
EK 1996 · 
EK 2000 · 
EK 2004 · 
EK 2008 · 
EK 2012
WK 1994 · 
WK 1998 · 
WK 2002 · 
WK 2006 · 
WK 2010 · 
WK 2014
OS 1924
1922 · 
1923 · 
1924 · 
1925 · 
1926 · 
1927 · 
1928 · 
1929 · 
1930 · 
1931 · 
1932 · 
1933 · 
1934 · 
1935 · 
1936 · 
1937 · 
1938 · 
1939 · 
1940 · 
1941 · 
1942 · 
1943 · 1944 · 
1945 · 
1946 · 
1947 · 
1948 · 
1949 · 
1950 – 1990 · 
1991 · 
1992 · 
1993 · 
1994 · 
1995 · 
1996 · 
1997 · 
1998 · 
1999 · 
2000 · 
2001 · 
2002 · 
2003 · 
2004 · 
2005 · 
2006 · 
2007 · 
2008 · 
2009 · 
2010 · 
2011 · 
2012 · 
2013 · 
2014 · 
2015 · 
2016 · 
2017 ·
2018 ·
2019 ·
2020 ·
2021 ·
2022
Albanië ·
Andorra ·
Angola ·
Armenië ·
Azerbeidzjan ·
Bahrein ·
België ·
Bolivia ·
Bosnië en Herzegovina ·
Brazilië ·
Bulgarije ·
China ·
Cyprus ·
Denemarken ·
Duitsland ·
Estland ·
Faeröer · 
Finland ·
Frankrijk ·
Georgië ·
Ghana ·
Gibraltar ·
Griekenland ·
Honduras ·
Hongarije ·
Ierland ·
IJsland ·
Israël ·
Japan ·
Kazachstan ·
Koeweit ·
Kosovo ·
Kroatië ·
Liechtenstein ·
Litouwen ·
Luxemburg ·
Malta ·
Moldavië ·
Montenegro ·
Nederland ·
Noord-Ierland ·
Noord-Korea ·
Noord-Macedonië ·
Noorwegen ·
Oekraïne ·
Oezbekistan · 
Oman ·
Oostenrijk ·
Polen ·
Portugal ·
Qatar ·
Roemenië · 
Rusland ·
San Marino ·
Saoedi-Arabië ·
Schotland ·
Slovenië ·
Slowakije ·
Spanje ·
Thailand ·
Tsjechië ·
Tunesië ·
Turkije ·
Verenigde Staten ·
Wales ·
Wit-Rusland ·
Zuid-Korea ·
Zweden ·
Zwitserland